# 96747 Crespodasilva
96747 Crespodasilva este un asteroid din centura principală de asteroizi.

## Descriere
96747 Crespodasilva este un asteroid din centura principală de asteroizi. A fost descoperit pe 16 august 1999 la Wallace de L. Crespo da Silva. Asteroidul prezintă o orbită caracterizată de o semiaxă mare de 2,59 ua, o excentricitate de 0,21 și o înclinație de 13,2° în raport cu ecliptica.